# (24074) Thomasjohnson
(24074) Thomasjohnson est un astéroïde de la ceinture principale d'astéroïdes.

## Description
(24074) Thomasjohnson est un astéroïde de la ceinture principale d'astéroïdes. Il fut découvert le 12 octobre 1999 à Socorro (Nouveau-Mexique) par le projet LINEAR. Il présente une orbite caractérisée par un demi-grand axe de 2,27 UA, une excentricité de 0,09 et une inclinaison de 5,9° par rapport à l'écliptique.

## Compléments